# Carl Woese
Carl Richard Woese (Siracusa, Nueva York, Estados Unidos, 15 de julio de 1928 - Urbana, Illinois, Estados Unidos, 30 de diciembre de 2012) fue un microbiólogo estadounidense creador de la nueva taxonomía molecular basada en la comparación entre especies de la llamada secuencia del ARN ribosomal 16s y 18s que comparten todos los seres vivos del planeta y que apenas ha sufrido cambios desde la aparición en la Tierra de las primeras formas de vida microbiológicas. Sus análisis filogenéticos en 1977 lo llevaron al descubrimiento de un nuevo dominio, Archaea.
La aceptación de la validez de las arqueas, que son procariotas pero no bacterias, fue un proceso lento. Figuras relevantes como Salvador Luria y Ernst Mayr no estaban de acuerdo con esta división de las procariotas, si bien sus críticas no se reducían al ámbito científico. No fue hasta mediados de los 80 cuando la creciente cantidad de datos llevó a la comunidad científica a la aceptación del nuevo dominio.
Woese ingresó en la Academia Nacional de Ciencias en 1988, en 1992 recibió la Medalla Leeuwenhoek, en 2000 la Medalla nacional de Ciencias y en 2003 fue galardonado con el premio Crafoord por la Academia sueca de Ciencias.
Falleció el 30 de diciembre de 2012 en Urbana, Estados Unidos, a los 84 años de edad.

## Algunas publicaciones

### Libros
- Woese, Carl (1967). The Genetic Code: the Molecular basis for Genetic Expression. Nueva York: Harper & Row.

### Artículos
- Woese, Carl R.; George E. Fox (1977). «Phylogenetic structure of the prokaryotic domain: the primary kingdoms.». Proceedings of the National Academy of Sciences of the United States of America 7 (11): 5088-5090. Bibcode:1977PNAS...74.5088W. ISSN 0027-8424. doi:10.1073/pnas.74.11.5088.
- Woese, Carl R. (1 de junio de 1987). «Bacterial evolution.». Microbiological Reviews 51 (2): 221-271.
- Woese, C R; O Kandler, M L Wheelis (1990). «Towards a natural system of organisms: proposal for the domains Archaea, Bacteria, and Eucarya.». Proceedings of the National Academy of Sciences of the United States of America 87 (12): 4576-4579. Bibcode:1990PNAS...87.4576W. ISSN 0027-8424. PMC 54159. PMID 2112744. doi:10.1073/pnas.87.12.4576.
- Woese, Carl R. (2006). «How We Do, Don’t and Should Look at Bacteria and Bacteriology». The Prokaryotes. pp. 3-23. Consultado el 21 de abril de 2010.
- Woese, Carl Richard; Nigel Goldenfeld (2009). «How the Microbial World Saved Evolution from the Scylla of Molecular Biology and the Charybdis of the Modern Synthesis». Microbiology and Molecular Biology Reviews 73 (1): 14-21. doi:10.1128/MMBR.00002-09. Consultado el 27 de diciembre de 2011.

## externos
- Astroseti

- Datos: Q310067
- Multimedia: Carl Woese / Q310067
- Especies: Carl Richard Woese